# 도널드 데이비스 (컴퓨터 과학자)
도널드 데이비스(Donald Watts Davies, CBE, FRS
,
1924년 6월 7일 – 2000년 5월 28일)는 웨일스 출신 컴퓨터 과학자로서
영국의 National Physical Laboratory에서 활동하였다.
1965년, 그는 컴퓨터 네트워크의 패킷 교환의 개념을 개발하였고, NPL 네트워크에 패킷 교환을 구현하였다.
이는, 1960년대 초에 비슷한 아이디어를 가지고 있던 미국의 폴 바란(Paul Baran)의 성과와는 독립적인 것이었다.

데이비스는 아파넷 프로젝트에 주로 공헌한 사람으로 평가 받고 있다.

## 같이 보기
- 인터넷의 역사